# Mestre Guia
Designa-se Mestre Guia a entidade espiritual venerada por vários povos indígenas do Nordeste brasileiro, sendo uma figura recorrente também no Catimbó e em vários folguedo dramáticos da região, tais como cavalo-marinho e bumba-meu-boi. A natureza de seu papel cosmológico e potência espiritual variam imensamente conforme o grupo indígena que se tome em consideração: para os Pankararus, por exemplo, o Mestre Guia é um espírito poderoso, hierarquicamente abaixo apenas do Deus cristão, ao passo que para os Kapinawás seria uma divindade consideravelmente menos relevante. Sua caracterização é igualmente variada, sendo ora descrito como um caboclo idoso deformado e coberto de chagas, ora como um jovem loiro e de sobrenatural beleza.